# モハメド・ジョハル
サイード・モハメド・ジョハル（Said Mohamed Djohar、1918年8月22日 - 2006年2月23日）は、コモロの政治家。1990年代初期にコモロの大統領を務めた。

## 概要
ジョハルが最高裁判所長だった1989年、当時の大統領アーメド・アブダラがボブ・ディナール率いる傭兵に殺害され政府が崩壊すると、暫定政府の指導者となり、12月15日にはフランスや南アフリカ共和国の支援を受けて、ディナール一党を国外に退去させた。翌年の大統領選挙ではコモロ進歩連合を率いて出馬し、モハメド・タキを破って大統領に就任した。
大統領に就任したものの、ジョハルは議会を掌握することができず、小会派の離合集散が続き、政府は非常に不安定となった。1992年11月12日に議会選挙が行われたが、ジョハル派の選挙干渉が続き、各会派は選挙結果を認めなかった。1993年6月19日にはジョハルは議会を解散し、1993年12月の選挙でジョハル派の民主再生再結集は多数を獲得したものの、野党はこれを承認せず、政局は不安定なままであった。
1995年、この状況を見て取ったボブ・ディナールが三度コモロに来襲し、9月28日にはジョハルは捕らえられ、実権を奪われた。10月4日には、フランス軍によりクーデターは鎮圧されたものの、同月療養のためレユニオンに出かけた際に首相がジョハルを追放し、1996年1月までコモロに帰還することができなかった。民主選挙が布告されると、ジョハルはコモロへと戻ったものの、モハメド・タキに敗れ去った。2006年2月23日、ジョハルは首都モロニ郊外の自宅で87歳で死去した。